# Granada (Meta)
Granada is een gemeente in het Colombiaanse departement Meta. De gemeente telt 50.837 inwoners (2005).